# Face to the Sky
„Face to the Sky“ je píseň velšského hudebníka a hudebního skladatele Johna Calea. Poprvé vyšla dne v srpnu 2012 jako druhý singl (první, který vyšel i ve fyzické podobě, nejen elektronicky jako předchozí „I Wanna Talk 2 U“) z alba Shifty Adventures in Nookie Wood, které následně vyšlo v říjnu téhož roku. Singl nejprve vyšel pouze v digitální formě dne 29. srpna 2012, na 7" vinylové desce až 25. září toho roku. Na straně B byl jiný mix (nazvaný Organic Mix) písně „Living with You“. Ta v únoru 2013 vyšla na singlu, kde vedle ní je ještě její standardní verze (vydaná na albu Shifty Adventures in Nookie Wood) a její remix od Laurel Halo.
V původní verzi písně „Face to the Sky“ vydané na albu Shifty Adventures in Nookie Wood hrají vedle Calea (zpěv, klavír, perkuse) ještě Dustin Boyer (elektrická kytara), Michael Jerome Moore (cajón) a Joey Maramba (baskytara). Byl k ní natočen i videoklip režírovaný Tomem Scholefieldem. Ve videoklipu zdánlivě zmatený Cale chodí po šachovnici a okolo něj tančí Freya Jeffs.
„Face to the Sky“ je jednou z písni na albu, kde je Caleův hlas zkreslen vokodérem.